# Karl Ziegler
Karl Waldemar Ziegler (26.11.1898 – 12.8.1973) là nhà hóa học người Đức đã đoạt giải Nobel Hóa học năm 1963 chung với Giulio Natta, cho công trình nghiên cứu về polyme.

## Cuộc đời và Sự nghiệp
Karl Ziegler sinh tại Helsa gần Kassel, Đức và học ở Đại học Marburg. Năm 1943, Ziegler trở thành giáo sư danh dự ở Đại học Công nghệ Aachen và giám đốc Max Planck Institute für Kohlenforschung (Viện nghiên cứu Than đá Max Planch).
Trong 26 năm làm việc ở "Max Planck Institute für Kohlenforschung" tại Mülheim/Ruhr, từ năm 1943 tới 1969, Ziegler nghiên cứu chủ yếu về chất xúc tác Ziegler-Natta.
Năm 1960, Ziegler được nhận giải Werner von Siemens Ring – chung với Otto Bayer và Walter Reppe – vì đã mở rộng sự hiểu biết khoa học và phát triển kỹ thuật các vật liệu tổng hợp mới. Năm 1963, ông đoạt giải Nobel Hóa học
Ziegler qua đời ngày 11.8.1973 tại Mülheim, Đức.

## Giải thưởng
- Huy chương Liebig năm 1935
- Giải Werner von Siemens Ring năm 1960
- Giải Nobel Hóa học năm 1963